# Paul Ekman
Paul Ekman, född 15 februari 1934 i Washington DC i USA, är en amerikansk psykolog. Han är känd för sitt arbete om sambandet mellan känslor och ansiktsuttryck. Cal Lightman i TV-serien Lie to Me baseras på hans rön.